# Nemzeti Bajnokság I 1924-1925
L'edizione 1924-25 del Nemzeti Bajnokság I vide la vittoria finale del MTK, che conquistò il suo 12º titolo, il 10º ufficiale consecutivo.
Capocannoniere del torneo fu György Molnár dell'MTK con 21 reti.
Il campionato era costituito da un girone per le squadre di Budapest, più altri sei campionati regionali. I sei vincitori regionali più le prime due classificate di Budapest si sarebbero affrontati per il titolo nazionale.

## Classifica (Budapest)
|    | Classifica              | G  | V  | N | P  | GF | GS | Dif | Pt |
| -- | ----------------------- | -- | -- | - | -- | -- | -- | --- | -- |
| 1  | MTK (C)                 | 22 | 18 | 2 | 2  | 65 | 16 | +49 | 38 |
| 2  | Ferencvárosi TC         | 22 | 11 | 8 | 3  | 37 | 24 | +13 | 30 |
| 3  | Vasas SC                | 22 | 10 | 7 | 5  | 38 | 25 | +13 | 27 |
| 4  | III. Kerületi TVE       | 22 | 7  | 9 | 6  | 24 | 25 | -1  | 23 |
| 5  | Újpesti TE              | 22 | 7  | 8 | 7  | 29 | 18 | +11 | 22 |
| 6  | Nemzeti SC              | 22 | 8  | 6 | 8  | 29 | 32 | -3  | 22 |
| 7  | VAC                     | 22 | 7  | 8 | 7  | 19 | 23 | -4  | 22 |
| 8  | Kispest AC              | 22 | 6  | 7 | 9  | 20 | 28 | -8  | 19 |
| 9  | BEAC                    | 22 | 7  | 4 | 11 | 21 | 45 | -24 | 18 |
| 10 | Törekvés SE             | 22 | 4  | 8 | 10 | 30 | 34 | -4  | 16 |
| 11 | Zuglói VII. Kerületi AC | 22 | 4  | 7 | 11 | 23 | 42 | -19 | 15 |
| 12 | Budapesti TC            | 22 | 3  | 6 | 13 | 13 | 26 | -13 | 12 |

- (C) Campione nella stagione precedente

## Campionato ungherese
Quarti:
- Ferencvárosi TC - Diósgyőri VTK 2:2, 2:1
- Debreceni VSC - Soroksár 2:1
- MTK - Pécsi Bőrgyár TC 5:0
- Szombathelyi AK - Szegedi AK 4:0

Semifinali:
- Ferencváros - Szombathelyi AK 1:0
- MTK - Debreceni VSC 2:1

Finale:
- MTK-Ferencváros 0:0, 4:1

### Verdetti
- MTK campione d'Ungheria 1924-25.
- Zuglói VII. Kerületi ACC e Budapesti TC retrocesse in Nemzeti Bajnokság II.